# Hetereleotris apora
Hetereleotris apora es una especie de peces de la familia de los Gobiidae en el orden de los Perciformes.

## Morfología
Los machos pueden llegar a alcanzar los 3 cm de longitud total.

## Distribución geográfica
Se encuentra en Sodwana Bay (Sudáfrica) e islas del Índico occidental.

## Observaciones
Es inofensivo para los humanos.